# Лутц
Лутцът е скок във фигурното пързаляне, кръстен на Алоис Лутц, австрийски фигурист, който го изпълнява през 1913 г. Скокът се изпълнява с помощта на предната част на кънката с вход от задния външен ръб и приземяване на задния външен ръб на противопологния крак. Това е вторият най-труден скок след Аксела.

## За първи път
| Скок                                 | Абр.   | Име                       | Нация        | Състезание                                         | Бележки |
| ------------------------------------ | ------ | ------------------------- | ------------ | -------------------------------------------------- | ------- |
| Двоен Лутц (жени)                    | 2Lz    | Алена Вржаньова           | Чехословакия | Световно първенство 1949                           | [ 1 ]   |
| Троен Лутц (мъже)                    | 3Lz    | Донълд Джаксън            | Канада       | Световно първенство 1962                           | [ 2 ]   |
| Троен Лутц (жени)                    | 3Lz    | Денис Билман              | Швейцария    | Европейско първенство 1978                         | [ 2 ]   |
| Четворен Лутц (мъже)                 | 4Lz    | Брандън Мроц              | САЩ          | Colorado Springs Invitational 2011 NHK Trophy 2011 | [ 3 ]   |
| Четворен Лутц (жени)                 | 4Lz    | Александра Трусова        | Русия        | ISU Junior Grand Prix Armenia Cup 2018             | [ 2 ]   |
| Четворен Лутц-троен толуп комбинация | 4Lz+3T | Цзин Боянг                | Китай        | Китайска купа 2015                                 | [ 4 ]   |
| Задружно троен Лутц (двойки)         |        | Меган Дюамел Раяън Арнолд | Канада       | Канадско първенство 2005                           | [ 5 ]   |